# VM i fodbold 1970
VM i fodbold 1970 blev afviklet i Mexico og var den niende VM-slutrunde. Mesterskabet blev vundet af Brasilien (for tredje gang) efter finalesejr på 4-1 over Italien. Tidligere var der blevet bestemt at det første land der vandt VM 3 gange måtte beholde Jules Rimet pokalen til ejendom.

## Stadioner
| Guadalajara       | León              | Mexico City        | Puebla             | Toluca             |
| ----------------- | ----------------- | ------------------ | ------------------ | ------------------ |
| Estadio Jalisco   | Estadio Nou Camp  | Estadio Azteca     | Estadio Cuauhtémoc | Estadio Luis Dosal |
| Kapacitet: 71.000 | Kapacitet: 30.000 | Kapacitet: 107.247 | Kapacitet: 36.000  | Kapacitet: 30.000  |
|                   |                   |                    |                    |                    |

## Resultater

### Kvalifikation
- Se Kvalifikation til VM i fodbold 1970

### Indledende runde
| Dato  | Kamp                        | Res. | Tilsk.  |
| ----- | --------------------------- | ---- | ------- |
| 31.5. | Mexico - Sovjetunionen      | 0-0  | 107.160 |
| 3.6.  | Belgien - El Salvador       | 3-0  | 92.205  |
| 6.6.  | Sovjetunionen - Belgien     | 4-1  | 95.261  |
| 7.6.  | Mexico - El Salvador        | 4-0  | 103.058 |
| 10.6. | Sovjetunionen - El Salvador | 2-0  | 89.979  |
| 11.6. | Mexico - Belgien            | 1-0  | 108.192 |

| Gruppe 1      | Kampe | Mål | Point |
| ------------- | ----- | --- | ----- |
| Sovjetunionen | 3     | 6-1 | 5     |
| Mexico        | 3     | 5-0 | 5     |
| Belgien       | 3     | 4-5 | 2     |
| El Salvador   | 3     | 0-9 | 0     |

| Dato  | Kamp              | Res. | Tilsk. |
| ----- | ----------------- | ---- | ------ |
| 2.6.  | Uruguay - Israel  | 2-0  | 20.654 |
| 3.6.  | Italien - Sverige | 1-0  | 13.433 |
| 6.6.  | Uruguay - Italien | 0-0  | 29.968 |
| 7.6.  | Sverige - Israel  | 1-1  | 9.624  |
| 10.6. | Sverige - Uruguay | 1-0  | 18.163 |
| 11.6. | Italien - Israel  | 0-0  | 9.890  |

| Gruppe 2 | Kampe | Mål | Point |
| -------- | ----- | --- | ----- |
| Italien  | 3     | 1-0 | 4     |
| Uruguay  | 3     | 2-1 | 3     |
| Sverige  | 3     | 2-2 | 3     |
| Israel   | 3     | 1-3 | 2     |

| Dato  | Kamp                        | Res. | Tilsk. |
| ----- | --------------------------- | ---- | ------ |
| 2.6.  | England - Rumænien          | 1-0  | 50.560 |
| 3.6.  | Brasilien - Tjekkoslovakiet | 4-1  | 52.897 |
| 6.6.  | Rumænien - Tjekkoslovakiet  | 2-1  | 56.818 |
| 7.6.  | Brasilien - England         | 1-0  | 66.843 |
| 10.6. | Brasilien - Rumænien        | 3-2  | 50.804 |
| 11.6. | England - Tjekkoslovakiet   | 1-0  | 49.292 |

| Gruppe 3        | Kampe | Mål | Point |
| --------------- | ----- | --- | ----- |
| Brasilien       | 3     | 8-3 | 6     |
| England         | 3     | 2-1 | 4     |
| Rumænien        | 3     | 4-5 | 2     |
| Tjekkoslovakiet | 3     | 2-7 | 0     |

| Dato  | Kamp                     | Res. | Tilsk. |
| ----- | ------------------------ | ---- | ------ |
| 2.6.  | Peru - Bulgarien         | 3-2  | 13.765 |
| 3.6.  | Vesttyskland - Marokko   | 2-1  | 12.942 |
| 6.6.  | Peru - Marokko           | 3-0  | 13.537 |
| 7.6.  | Vesttyskland - Bulgarien | 5-2  | 12.710 |
| 10.6. | Vesttyskland - Peru      | 3-1  | 17.875 |
| 11.6. | Bulgarien - Marokko      | 1-1  | 12.299 |

| Gruppe 4     | Kampe | Mål  | Point |
| ------------ | ----- | ---- | ----- |
| Vesttyskland | 3     | 10-4 | 6     |
| Peru         | 3     | 7-5  | 4     |
| Bulgarien    | 3     | 5-9  | 1     |
| Marokko      | 3     | 2-6  | 1     |

### Kvartfinaler
| 14.6. | Vesttyskland – England | 3-2 efs. | Estadio Nou Camp, León       | 23.357 tilskuere |
|       | 0-1 Alan Mullery (31.), 0-2 Martin Peters (49.), 1-2 Franz Beckenbauer (68.), 2-2 Uwe Seeler (76.), 3-2 Gerd Müller (108.)         |          |                              |                  |
| 14.6. | Brasilien – Peru | 4-2      | Estadio Jalisco, Guadalajara | 54.233 tilskuere |
|       | 1-0 Rivelino (11.), 2-0 Tostao (15.), 2-1 Alberto Galardo (28.), 3-1 Tostao (52.), 3-2 Teofilo Cubillas (70.), 4-2 Jairzinho (75.) |          |                              |                  |
| 14.6. | Italien – Mexico | 4-1      | Estadio Luis Dosal, Toluca   | 26.851 tilskuere |
|       | 0-1 Jose Gonzalez (13.), 1-1 Gustavo Pena (selvmål, 25.), 2-1 Luigi Riva (63.), 3-1 Gianni Rivera (70.), 4-1 Luigi Riva (76.)      |          |                              |                  |
| 14.6. | Uruguay – Sovjetunionen | 1-0 efs. | Estadio Azteca, Mexico City  | 26.085 tilskuere |
|       | 1-0 Victor Esperrago (116.) |          |                              |                  |

### Semifinaler
| 17.6. | Brasilien – Uruguay | 3-1      | Estadion Jalisco, Guadalajara | 51.261 tilskuere  |
|       | 0-1 Luis Cubilla, 1-1 Clodoaldo (44.), 2-1 Jairzinho (76.), 3-1 Rivelino (89.) |          |                               |                   |
| 17.6. | Italien – Vesttyskland | 4-3 efs. | Estadio Azteca, Mexico City   | 102.444 tilskuere |
|       | 1-0 Roberto Boninsegna (8.), 1-1 Karl-Heinz Schnellinger (90.), 1-2 Gerd Müller (94.), 2-2 Tarcisio Burgnich (98.), 3-2 Luigi Riva (104.), 3-3 Gerd Müller (110.), 4-3 Gianni Rivera (111.) |          |                               |                   |

### Bronzekamp
| 28.6.                                | Vesttyskland – Uruguay     | 1-0 | Estadio Azteca, Mexico City | 104.403 tilskuere |
|                                      | 1-0 Wolfgang Overath (26.) |     |                             |                   |
| Dommer: Antonio Sbardella ( Italien) |                            |     |                             |                   |

### Finale
| 30.6. | Brasilien – Italien                                                                                           | 4-1 | Estadio Azteca, Mexico City | 107.412 tilskuere |
|       | 1-0 Pelé (18.), 1-1 Roberto Boninsegna (37.), 2-1 Gerson (66.), 3-1 Jairzinho (71.), 4-1 Carlos Alberto (86.) |     |                             |                   |
|       | Dommer: Rudolf Glöckner (DDR) Linjevogtere: Noberto Angel Coerezza (Argentina) og Rüdi Scheurer (Schweiz).    |     |                             |                   |

## Målscorer
| 10 mål - Gerd Müller 7 mål - Jairzinho 5 mål - Teófilo Cubillas 4 mål - Pelé - Anatoliy Byshovets 3 mål - Rivelino - Uwe Seeler - Luigi Riva 2 mål - Raoul Lambert - Wilfried Van Moer - Tostão - Ladislav Petráš - Roberto Boninsegna - Gianni Rivera - Javier Valdivia - Alberto Gallardo - Florea Dumitrache | 1 mål - Carlos Alberto - Clodoaldo - Gérson - Hristo Bonev - Dinko Dermendzhiev - Todor Kolev - Asparuh Nikodimov - Dobromir Zhechev - Allan Clarke - Geoff Hurst - Alan Mullery - Martin Peters - Franz Beckenbauer - Reinhard Libuda - Wolfgang Overath - Karl-Heinz Schnellinger - Mordechai Spiegler - Tarcisio Burgnich - Angelo Domenghini | - Maouhoub Ghazouani - Mohammed Houmane - Juan Ignacio Basaguren - Javier Fragoso - José Luis González - Gustavo Peña - Roberto Challe - Héctor Chumpitaz - Emerich Dembrovschi - Alexandru Neagu - Kakhi Asatiani - Vitaly Khmelnitsky - Ove Grahn - Tom Turesson - Luis Cubilla - Víctor Espárrago - Ildo Maneiro - Juan Mujica Selsmål - Javier Guzmán (for Italien) |

| Fodbold | Spire Denne artikel om fodbold er en spire som bør udbygges. Du er velkommen til at hjælpe Wikipedia ved at udvide den. |